# Shirley (Arkansas)
Shirley és una població dels Estats Units a l'estat d'Arkansas. Segons el cens del 2000 tenia 337 habitants.

## Demografia
Segons el cens del 2000, Shirley tenia 337 habitants, 136 habitatges, i 91 famílies. La densitat de població era de 54,4 habitants/km².
Dels 136 habitatges en un 33,1% hi vivien nens de menys de 18 anys, en un 58,8% hi vivien parelles casades, en un 6,6% dones solteres, i en un 32,4% no eren unitats familiars. En el 29,4% dels habitatges hi vivien persones soles el 14,7% de les quals corresponia a persones de 65 anys o més que vivien soles. El nombre mitjà de persones vivint en cada habitatge era de 2,48 i el nombre mitjà de persones que vivien en cada família era de 3,08.
Per edats la població es repartia de la següent manera: un 27% tenia menys de 18 anys, un 7,7% entre 18 i 24, un 27,6% entre 25 i 44, un 19% de 45 a 60 i un 18,7% 65 anys o més.
L'edat mediana era de 35 anys. Per cada 100 dones de 18 o més anys hi havia 92,2 homes.
La renda mediana per habitatge era de 23.958 $ i la renda mediana per família de 30.938 $. Els homes tenien una renda mediana de 21.875 $ mentre que les dones 14.545 $. La renda per capita de la població era de 10.096 $. Entorn del 14,1% de les famílies i el 23,2% de la població estaven per davall del llindar de pobresa.

## Poblacions més properes
El següent diagrama mostra les poblacions més properes.